# جيمس دوناهو
جيمس دوناهو (بالإنجليزية: James Donahue)‏ هو منافس ألعاب قوى أمريكي، ولد في 20 أبريل 1885 في بروكلين في الولايات المتحدة، وتوفي في 15 مارس 1966 في جلان روك في الولايات المتحدة.

## وصلات خارجية
- جيمس دوناهو على موقع أوليمبيديا (الإنجليزية)